# 柴本甫
柴本甫（1924年3月—2006年）是中国骨外科学家，曾任上海第二医科大学教授、博士生导师。他是浙江鄞县人。